# Pallacanestro ai VII Giochi asiatici
La pallacanestro ai Giochi asiatici 1974 si è svolta dal 2 al 15 settembre a Teheran, in Iran. Nella disciplina della pallacanestro sono stati effettuati due tornei, quello maschile e quello femminile, che hanno visto coinvolte 14 nazioni.

## Medagliere
| Posiz. | Nazione       | Oro | Argento | Bronzo | Totale |
| ------ | ------------- | --- | ------- | ------ | ------ |
| 1      | Giappone      | 1   | 0       | 0      | 1      |
| 1      | Israele       | 1   | 0       | 0      | 1      |
| 3      | Corea del Sud | 0   | 2       | 0      | 2      |
| 4      | Cina          | 0   | 0       | 2      | 2      |
| Totale | Totale        | 2   | 2       | 2      | 6      |

## Classifiche finali

### Maschile
| Pos.    | Squadra        | Formazione |
| ------- | -------------- | --- |
| Oro     | Israele        | IsraeleAroesti, Avishar, Berkovich, Brody, Eisner, Keren, Marzel, Moskowitz, Nachmias, Schwartz, Yanai, Zaslevsky, All. Albert Hemmo |
| Argento | Corea del Sud  | Corea del SudCha, Choe, Gwak, Hwang, Kang, Kim D., Kim G., Kim I., Lee B., Lee G., Lee J., Yu, All. Kim Yeong-gi                     |
| Bronzo  | Cina           | CinaCai G., Cai W., Huang, Liu, Mo, Wang, Xu, Xuan, Zhang D., Zhang J., Zhang W., Zhao, All. -                                       |
| 4.      | Filippine      | |
| 5.      | Corea del Nord | |
| 6.      | Iran           | |
| 7.      | Giappone       | |
| 8.      | Pakistan       | |
| 9.      | Iraq           | |
| 10.     | Kuwait         | |
| 11.     | Bahrein        | |

### Femminile
| Pos.    | Squadra        | Formazione |
| ------- | -------------- | --- |
| Oro     | Giappone       | GiapponeAonuma, Aoyama, Furuno, Hashimoto, Kadoya, Miyamoto, Nagai, Namai, Ōtsuka, Wakitashiro, Yamamoto, All. - |
| Argento | Corea del Sud  | Corea del SudJo M., Jo Y., Kang, Kim E., Kim J., Lee, Park, Sin, Won, Yu, Yun J., Yun S., All. Lee Sang-hun      |
| Bronzo  | Cina           | CinaChen, Du, Fang, Li, Liu, Luo, Wang N., Wang S., Wang Y., Wei, Yang, Zhu, All. -                              |
| 4.      | Corea del Nord | |
| 5.      | Iran           | |